# Hugo Gaston
Hugo Gaston (Tolosa, 26 settembre 2000) è un tennista francese.
In singolare ha disputato due finali nel circuito ATP, ha vinto qualche torneo nei circuiti minori e ha raggiunto il 58º posto del ranking ATP nel luglio 2022. Tra gli juniores è stato il nº 2 del ranking mondiale, nel 2018 ha vinto il torneo di doppio ragazzi agli Australian Open e la medaglia d'oro in singolare ai Giochi olimpici giovanili.

## Carriera

### Juniores
Nel 2017 vince il torneo in singolare al prestigioso Orange Bowl nella categoria under 18. Nel gennaio 2018 vince l'Australian Open doppio ragazzi insieme a Clément Tabur, battendo in finale Rudolf Molleker e Henri Squire. In giugno, ancora con Tabur, viene eliminato in semifinale al torneo di doppio ragazzi del Roland Garros. A ottobre vince anche la medaglia d'oro in singolare e due medaglie di bronzo in coppia con Clément Tabur nel doppio e con Clara Burel nel doppio misto ai Giochi olimpici giovanili di Buenos Aires. Alla fine del torneo olimpico sale al 2º posto del ranking mondiale juniores.
Disputa l'ultimo torneo di categoria a fine ottobre del 2018 prendendo parte al prestigioso ITF Junior Masters e viene eliminato in semifinale da Tseng Chun-hsin. Chiude l'esperienza tra gli juniores con 5 titoli in singolare, tra cui i Grade A dell'Orange Bowl e delle Olimpiadi giovanili, e 8 titoli in doppio, tra cui il Grade A dell'Australian Open.

### 2015-2018, esordio tra i professionisti e primo titolo ITF in doppio
Fa il suo esordio tra i professionisti nel settembre 2015 con una sconfitta in singolare al torneo ITF Futures France F17. Vince il primo incontro alla sua seconda apparizione, al France F10 del giugno 2016, e al France F20 di settembre debutta in doppio con Tabur. Con pochi tornei disputati tra i professionisti e senza aver ottenuto successi di rilievo, nel febbraio 2018 esordisce con una wildcard nel circuito maggiore prima in doppio a Montpellier e due settimane più tardi in singolare a Marsiglia, venendo sconfitto in entrambe le occasioni al primo turno. In aprile alza il suo primo trofeo da professionista al France F9, dove vince in coppia con Tabur il torneo di doppio. Quell'anno fa diverse altre apparizioni e viene sconfitto in singolare al primo incontro delle qualificazioni in due tornei Challenger e soprattutto al Roland Garros, dove vince il primo set contro il nº 136 ATP Jürgen Zopp. Nello Slam parigino fa il suo esordio nel tabellone principale del doppio insieme a Tabur, e vengono eliminati al primo turno.

### 2019, primi titoli ITF in singolare e top 300
Inizia a giocare con continuità dal gennaio 2019, in aprile disputa la sua prima finale in singolare all'ITF M25 Santa Margherita Di Pula e raccoglie solo due giochi contro Christian Lindell. La settimana successiva vince il primo titolo in singolare sempre in un M25 a Santa Margherita di Pula battendo in tre set l'austriaco David Pichler. In maggio vince per la prima volta un incontro nel circuito Challenger. Al primo turno delle qualificazioni al Roland Garros sconfigge il nº 139 ATP Marco Trungelliti e viene eliminato al secondo. Gioca nel tabellone principale di doppio e perde di nuovo al primo turno. Nel corso della stagione disputa altre sei finali ITF in singolare, vincendone tre, e in ottobre fa il suo ingresso nella top 300 del ranking; si impone anche nell'altra finale ITF giocata in doppio. Sempre in ottobre sconfigge per la prima volta un top 100 del ranking ATP, il nº 51 Juan Ignacio Londero, al primo turno delle qualificazioni al Paris Masters e viene eliminato nell'incontro successivo.

### 2020, quarto turno al Roland Garros e top 200
Nel 2020 accede per la prima volta al tabellone principale di singolare in un torneo del Grande Slam all'Australian Open grazie a una wild card, e viene eliminato al primo turno da Jaume Munar. In febbraio raggiunge la semifinale al Challenger di Bergamo. Dopo la lunga pausa del tennis mondiale per la pandemia di COVID-19, in agosto perde due finali consecutive in doppio nei Challenger di Todi e di Trieste. Al Roland Garros, a cui partecipa usufruendo di un'altra wild card, arriva fino al quarto turno e viene sconfitto al quinto set dal nº 3 del mondo Dominic Thiem, dopo aver battuto nell'ordine Maxime Janvier, Yoshihito Nishioka e Stan Wawrinka. A fine torneo avanza di 82 posizioni nel ranking piazzandosi alla 157ª.

### 2021, prima finale ATP e top 100
In marzo vince il suo primo incontro in un Masters 1000 al Miami Open superando in due set Dominik Koepfer. Il mese dopo gioca la sua prima finale in un Challenger al Roma Open e perde in tre set contro Andrea Pellegrino; in luglio viene sconfitto da Zdeněk Kolář in finale al Challenger di Iași. Il 25 luglio disputa a Gstaad la sua prima finale del circuito maggiore e viene sconfitto per 3–6, 2–6 dal nº 14 ATP Casper Ruud, dopo aver eliminato nei quarti il nº 19 Cristian Garín. Nel periodo successivo continua a progredire in classifica con buoni risultati nei Challenger, tra i quali le finali raggiunte in settembre a Tulln an der Donau e in ottobre a Barcellona, dopo la quale porta il best ranking al 106º posto. A novembre consegue il risultato più significativo della stagione al Paris Masters, raggiungendo per la prima volta i quarti di finale in un Masters 1000; nel corso del torneo sconfigge tra gli altri il nº 17 ATP Pablo Carreño Busta e il nº 35 Carlos Alcaraz e viene eliminato dal nº 2 del mondo Daniil Medvedev. Con questo risultato accede per la prima volta alla top 100 del ranking, in 67ª posizione, e due settimane dopo sale alla 66ª. Si qualifica per le prestigiose Next Generation ATP Finals e viene eliminato perdendo tutti e tre gli incontri di round-robin.

### 2022, un titolo Challenger in singolare e una semifinale ATP in doppio
Viene eliminato al primo turno nei primi 4 tornei stagionali, tra cui gli Australian Open, dove raggiunge il secondo turno in doppio. Vince il primo incontro in singolare del 2022 a Marsiglia ed esce al secondo turno, mentre in doppio viene sconfitto in semifinale in coppia con Holger Rune, dopo aver eliminato le teste di serie nº 1 Pierre-Hugues Herbert / Nicolas Mahut. Torna a mettersi in luce in singolare a Miami con il successo al secondo turno contro John Isner e viene eliminato subito dopo da Cameron Norrie. Vince nuovamente due incontri di fila al Roland Garros sconfiggendo il nº 20 ATP Alex de Minaur e Pedro Cachín, esce di scena al terzo turno per mano dell'emergente Holger Rune. Sull'erba di 's-Hertogenbosch elimina Soonwoo Kwon e Jenson Brooksby e perde nei quarti di finale contro Tim van Rijthoven che vincerà il torneo. Eliminato al secondo turno a Wimbledon, a fine torneo porta il best ranking alla 58ª posizione. Dopo aver raggiunto il secondo turno anche a Båstad, fino al termine della stagione vince solo qualche incontro nelle qualificazioni nei tornei ATP. Nello stesso periodo raccoglie buoni risultati nei Challenger, sui quali spicca la vittoria a novembre in finale a Roanne contro Henri Laaksonen, che lo riporta a ridosso della top 100 dopo l'uscita al primo turno al Paris Masters con cui era finito alla 132ª posizione.

### 2023, due titoli Challenger e un quarto di finale ATP
Dopo un inizio stagione negativo, si risolleva a marzo raggiungendo la finale al Viña del Mar Challenger, persa contro Thiago Seyboth Wild. Al secondo turno del Madrid Open viene sconfitto da Borna Ćorić e durante una fase di gioco lascia cadere volontariamente una pallina dalla tasca. Viene quindi sanzionato dall'ATP e, in considerazione della recidività del comportamento antisportivo, gli viene inflitta una multa di 144.000 euro. Non consegue buoni risultati nei tornei successivi fino a luglio, quando supera in 3 set Bernabé Zapata Miralles in finale al Challenger di Iași. La settimana successiva si aggiudica anche il Città di Trieste Challenger battendo in finale in 3 set Francesco Passaro e a fine torneo rientra nella top 100. Supera le qualificazioni e raggiunge per la prima volta il secondo turno agli US Open. Nel finale di stagione disputa i quarti di finale all'ATP di Anversa e due semifinali Challenger.

### 2024, una finale ATP e un titolo Challenger
Vince il suo primo incontro in carriera agli Australian Open ed esce al secondo turno. Torna a mettersi in luce a maggio arrivando nei quarti all'ATP di Lione, e viene sconfitto da Giovanni Mpetshi Perricard dopo aver eliminato il nº 23 del mondo Francisco Cerundolo. Il mese successivo, sempre a Lione vince l'Open de Lyon Challenger superando in finale Alexandre Müller, mentre non va oltre il primo turno al Roland Garros e a Wimbledon. A luglio torna a disputare una finale ATP all'Austrian Open Kitzbühel, elimina tra gli altri il top 20 Sebastian Baez e cede a Matteo Berrettini con il punteggio di 5–7, 3–6, risalendo al 61º posto mondiale.

## Statistiche
Aggiornate al 29 luglio 2024.

### Singolare

#### Finali perse (2)
| Legenda              |
| Grande Slam (0)      |
| ATP Finals (0)       |
| ATP Masters 1000 (0) |
| ATP Tour 500 (0)     |
| Atp Tour 250 (2)     |

| N. | Data           | Torneo                   | Superficie  | Avversario in finale | Punteggio |
| 1. | 25 luglio 2021 | Swiss Open, Gstaad       | Terra rossa | Casper Ruud          | 3–6, 2–6  |
| 2. | 27 luglio 2024 | Austrian Open, Kitzbühel | Terra rossa | Matteo Berrettini    | 5–7, 3–6  |

### Tornei minori

#### Singolare

##### Vittorie (8)
| Legenda tornei minori |
| Challenger (4)        |
| Futures (4)           |

| N. | Data              | Torneo                                         | Superficie  | Avversario in finale    | Punteggio        |
| 1. | 28 aprile 2019    | M25 Santa Margherita di Pula, Pula             | Terra rossa | David Pichler           | 6–4, 2–6, 6–3    |
| 2. | 22 settembre 2019 | M25 Houston, Houston                           | Cemento     | Liam Caruana            | 6–1, 6–3         |
| 3. | 6 ottobre 2019    | M25 Norman, Norman                             | Cemento     | Michael Geerts          | 6–4, 7–5         |
| 4. | 20 ottobre 2019   | M25+H Rodez, Rodez                             | Cemento (i) | Benjamin Bonzi          | 7–6(3), 6–3      |
| 5. | 13 novembre 2022  | Open International de tennis de Roanne, Roanne | Cemento (i) | Henri Laaksonen         | 6(6)–7, 7–5, 6–1 |
| 6. | 16 luglio 2023    | Iași Open, Iași                                | Terra rossa | Bernabé Zapata Miralles | 3–6, 6–0, 6–4    |
| 7. | 23 luglio 2023    | Città di Trieste Challenger, Trieste           | Terra rossa | Francesco Passaro       | 6–3, 5–7, 6–2    |
| 8. | 16 giugno 2024    | Open de Lyon Challenger, Lione                 | Terra rossa | Alexandre Müller        | 6–2, 1–6, 6–1    |

##### Finali perse (9)
| N. | Data              | Torneo                                | Superficie  | Avversario in finale | Punteggio           |
| 1. | 21 aprile 2019    | M25 Santa Margherita di Pula, Pula    | Terra rossa | Christian Lindell    | 2–6, 0–6            |
| 2. | 23 giugno 2019    | M25+H Toulouse, Tolosa                | Terra rossa | Benjamin Bonzi       | 4–6, 4–6            |
| 3. | 30 giugno 2019    | M25 Montauban, Montauban              | Terra rossa | Thiago Seyboth Wild  | 4–6, 2–6            |
| 4. | 1 settembre 2019  | M15 Piombino, Piombino                | Cemento     | Matteo Martineau     | 6–2, 6(6)–7, 6(3)–7 |
| 5. | 25 aprile 2021    | Roma Open, Roma                       | Terra rossa | Andrea Pellegrino    | 6–3, 2–6, 1–6       |
| 6. | 18 luglio 2021    | Iași Open, Iași                       | Terra rossa | Zdeněk Kolář         | 5–7, 6–4, 4–6       |
| 7. | 11 settembre 2021 | NÖ Open, Tulln an der Donau           | Terra rossa | Mats Moraing         | 2–6, 1–6            |
| 8. | 10 ottobre 2021   | Sánchez-Casal Cup, Barcellona         | Terra rossa | Dimitar Kuzmanov     | 3–6, 0–6            |
| 9. | 19 marzo 2023     | Viña del Mar Challenger, Viña del Mar | Terra rossa | Thiago Seyboth Wild  | 5–7, 1–6            |

#### Doppio

##### Vittorie (2)
| Legenda tornei minori |
| Challenger (0)        |
| Futures (2)           |

| N. | Data           | Torneo             | Superficie  | Compagno          | Avversari in finale                  | Punteggio        |
| 1. | 6 maggio 2018  | France F9, Grasse  | Terra rossa | Clément Tabur     | Corentin Denolly Alexandre Müller    | 6–2, 6–4         |
| 2. | 21 luglio 2019 | M25 Gandia, Gandia | Terra rossa | Jonathan Eysseric | Alejandro Gómez Israel Alexander Ore | 6–4, 1–6, [10–4] |

##### Finali perse (2)
| N. | Data           | Torneo                                             | Superficie  | Compagno          | Avversari in finale        | Punteggio |
| 1. | 23 agosto 2020 | Internazionali di Tennis Città di Todi, Todi       | Terra rossa | Elliot Benchetrit | Ariel Behar Andrej Golubev | 4–6, 2–6  |
| 2. | 30 agosto 2020 | Internazionali di Tennis Città di Trieste, Trieste | Terra rossa | Tristan Lamasine  | Ariel Behar Andrej Golubev | 4–6, 2–6  |

## Risultati in progressione
| Sigla | Risultato               |
| ----- | ----------------------- |
| V     | Vincitore               |
| F     | Finalista               |
| SF    | Semifinalista           |
| O     | Oro olimpico            |
| A     | Argento olimpico        |
| SF    | Bronzo olimpico         |
| QF    | Quarti di Finale        |
| 4T    | Quarto turno            |
| 3T    | Terzo turno             |
| 2T    | Secondo turno           |
| 1T    | Primo turno             |
| RR    | Round Robin             |
| LQ    | Turno di qualificazione |
| A     | Assente                 |
| ND    | Non disputato           |

| Legenda superfici    |
| -------------------- |
| Cemento              |
| Terra battuta        |
| Erba                 |
| Superficie variabile |

### Singolare
| Torneo             | 2018 | 2019 | 2020 | 2021 | 2022 | 2023 | 2024 | V–S  |
| Tornei Grande Slam |      |      |      |      |      |      |      |      |
| Australian Open    | A    | A    | 1T   | Q1   | 1T   | Q2   | 2T   | 1–3  |
| Open di Francia    | Q1   | Q2   | 4T   | 1T   | 3T   | 1T   | 1T   | 5–5  |
| Wimbledon          | A    | A    | ND   | Q1   | 2T   | Q2   | 1T   | 1–2  |
| US Open            | A    | A    | A    | Q2   | 1T   | 2T   |      | 1–2  |
| Vittorie–Sconfitte | 0–0  | 0–0  | 3–2  | 0–1  | 3–4  | 1–2  | 1–3  | 8–12 |

### Doppio
| Torneo             | 2018 | 2019 | 2020 | 2021 | 2022 | V–S |
| Tornei Grande Slam |      |      |      |      |      |     |
| Australian Open    | A    | A    | A    | A    | 2T   | 1–1 |
| Open di Francia    | 1T   | 1T   | 1T   | 2T   | 1T   | 1–5 |
| Wimbledon          | A    | A    | ND   | A    | 1T   | 0–1 |
| US Open            | A    | A    | A    | A    | 1T   | 0–1 |
| Vittorie-Sconfitte | 0–1  | 0–1  | 0–1  | 1–1  | 1–4  | 2–8 |